# Ordosi
Ordosi – lud mongolski zamieszkujący południową część Mongolii Wewnętrznej, zaliczany do grupy wschodniej ludów mongolskich. Ordosi posługują się ordoską odmianą języka mongolskiego. Dokładna liczebność populacji ordoskiej nie jest znana, ponieważ Ordosi nie są odróżniani od innych ludów mongolskich w chińskich spisach powszechnych. W latach 50. XIX wieku populację oszacowano na 64 000 osób (Todajewa). Obecną populację szacuje się jako większą, być może nawet 100 000 osób.
Terytorium Ordosów tradycyjnie dzieliło się na siedem choragwi podzielonych na dwa skrzydła. Prawe skrzydło stanowiły północnowschodnie chorągwie Dalad, Wang i Junggar, natomiast lewe – północno-zachodnia Kanggin, południowo-zachodnia Otog, południowo-wschodnia Üüsin i wschodnia Jasag. Pierwsze sześć zostało utworzonych w 1649 jako następstwo poddania się klanów ordoskich mandżurskiej dynastii Qing w 1635. Ostatnią chorągiew (Jasag) utworzono w 1736 roku, oddzielając ją z Üüsin, by następczo utworzyć związek Ike Juu (znany także jako Yagae Juu lub Ih Ju) – jednostkę administracyjną Mongolii Wewnętrznej. Związek ten obecnie ma status prefektury miejskiej Ordos.